# یلوه خالدار اوراسیایی
یلوه خالدار (به انگلیسی: Spotted crake) (نام علمی: Porzana porzana) یک پرنده آبی کوچک از خانواده یلوگان است. نام علمی از اصطلاحات ونیزی برای یلوه‌های کوچک گرفته شده است. 
زیستگاه زادآوری یلوه خالدار، باتلاق‌ها و بسترهای جگنی در سراسر اروپای معتدل تا غرب آسیا است. آنها در یک مکان خشک در پوشش گیاهی مرداب آشیانه می‌سازند و 6 تا 15 تخم می‌گذارند. این گونه مهاجر است و در آفریقا و پاکستان زمستان‌گذرانی می‌کند.
این پرندگان با نوک خود در گل یا آب کم عمق کاوش می‌کنند و همچنین از طریق دیدن غذا را می‌گیرند. آنها عمدتاً حشرات و آبزیان را می‌خورند.
یلوه‌های خالدار در فصل زادآوری بسیار پنهانکار هستند و بیشتر شنیده می‌شوند تا دیده شوند. آنها پرنده‌های پر سر و صدا هستند، با یک صدای شلاق مانند، ندای هوویت، هویت متمایز دارند. دیدن آنها در زمان مهاجرت آسانتر است.
یلوه خالدار یکی از گونه‌هایی است که موافقت‌نامه حفاظت از پرندگان آبی مهاجر آفریقا-اوراسیا ( AEWA ) در مورد آن اعمال می‌شود. جمعیت اروپای غربی در دهه‌های اخیر کاهش یافته است و این گونه در حال حاضر یک پرنده زادآور بسیار نادر در بریتانیای کبیر است.

## نگارخانه

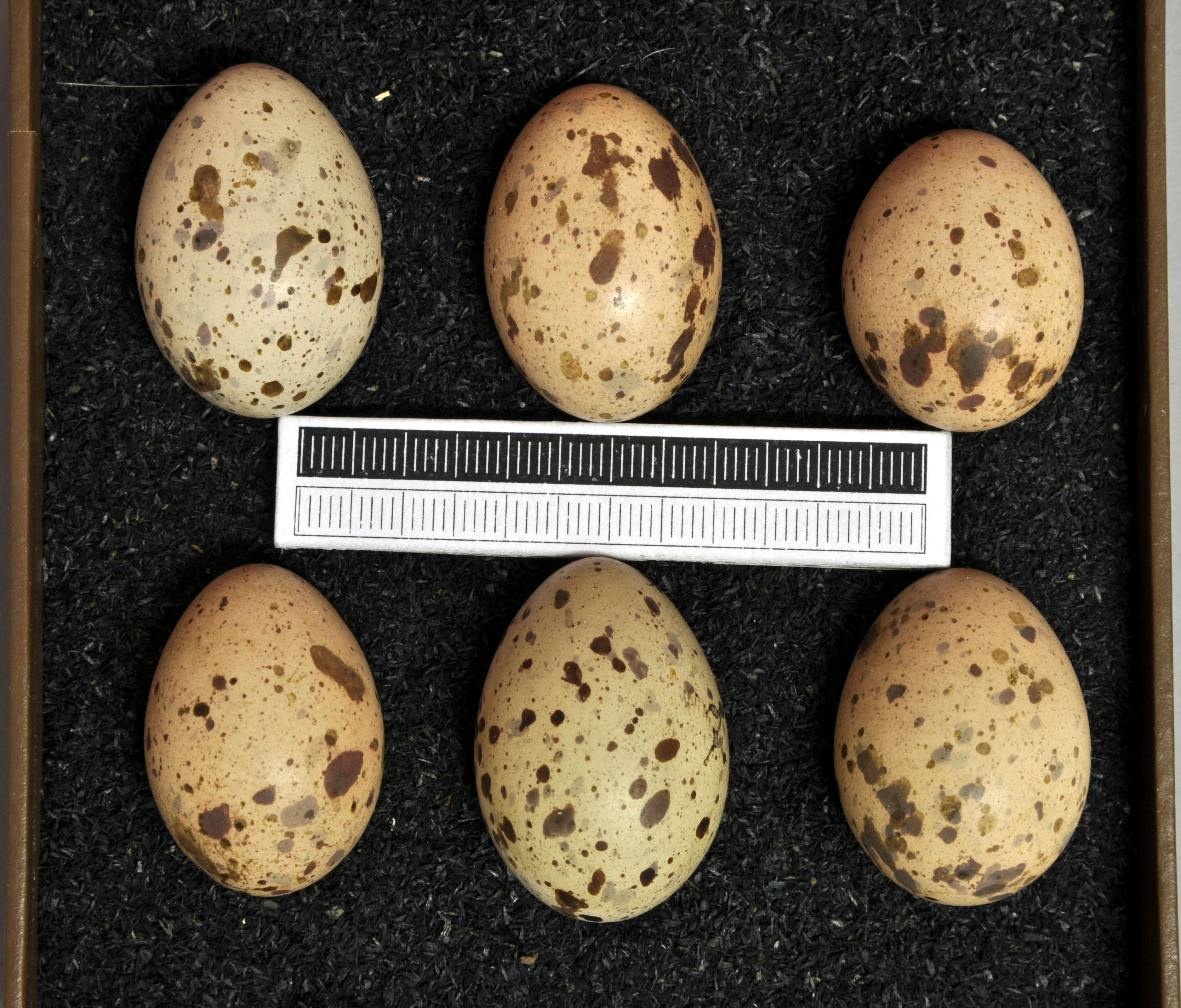
تخم مرغ در موزه ویسبادن، آلمان
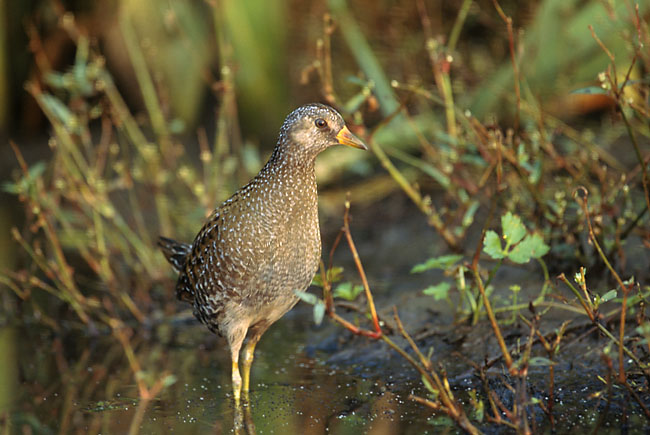
نابالغ
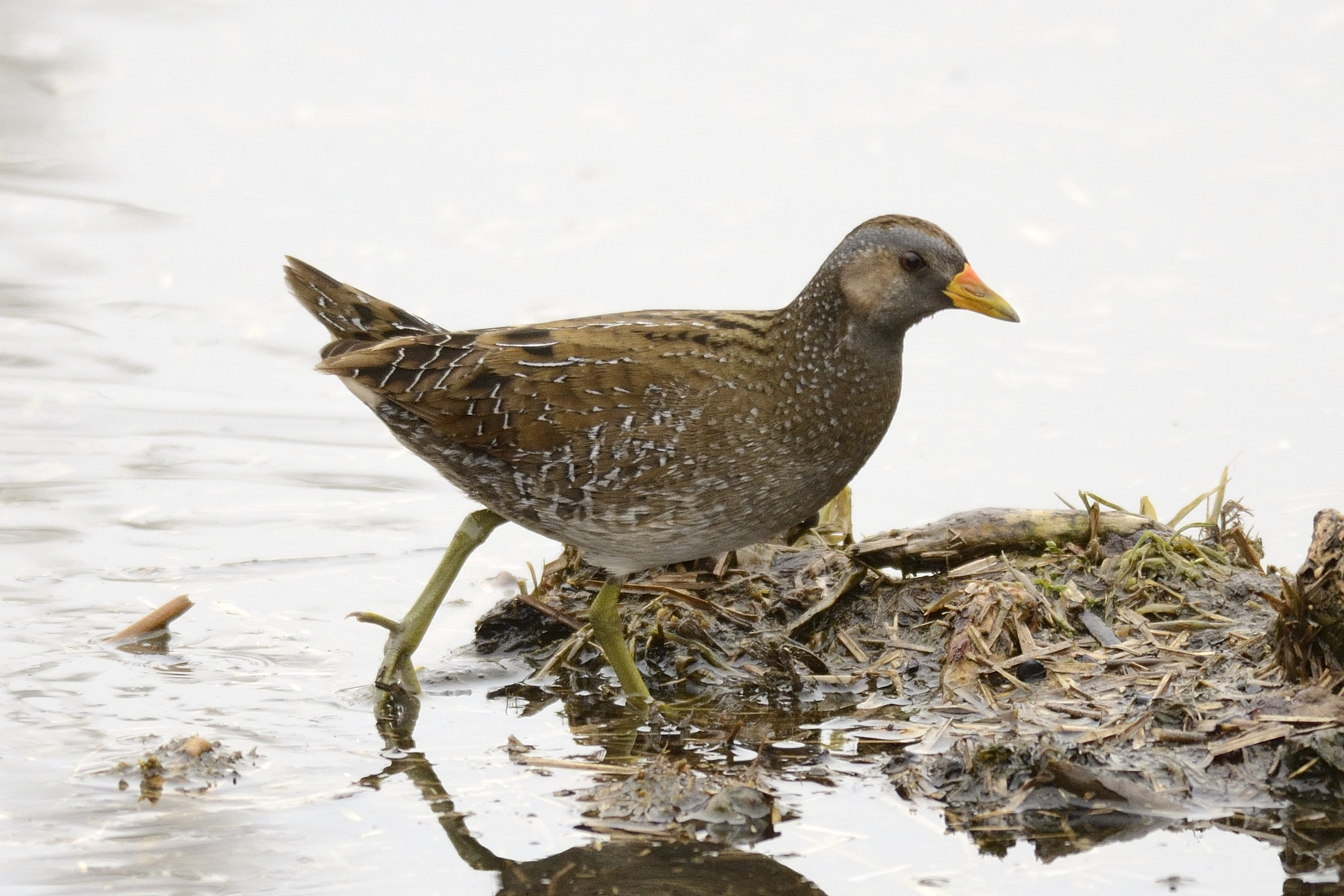
بالغ
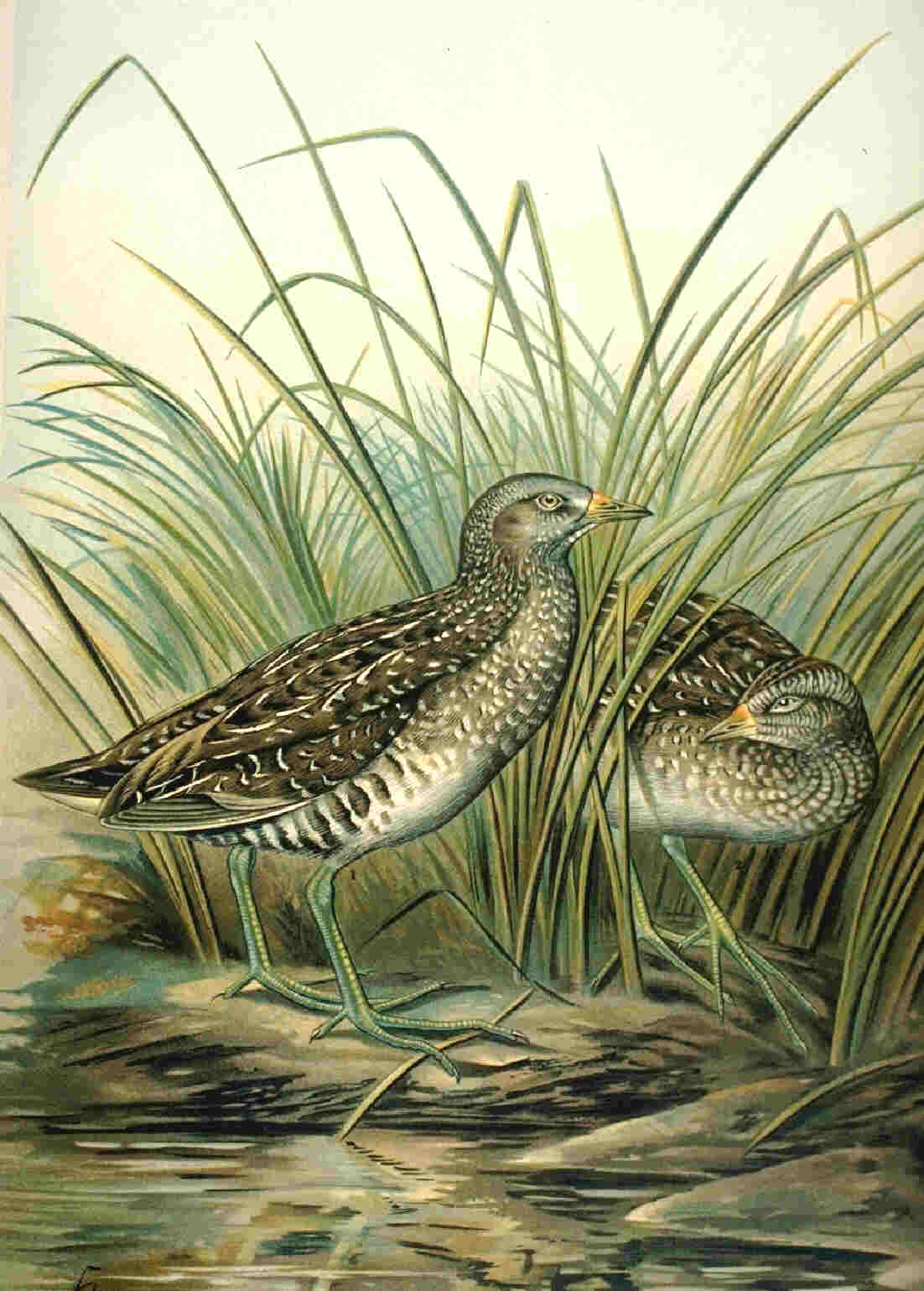
در هنر
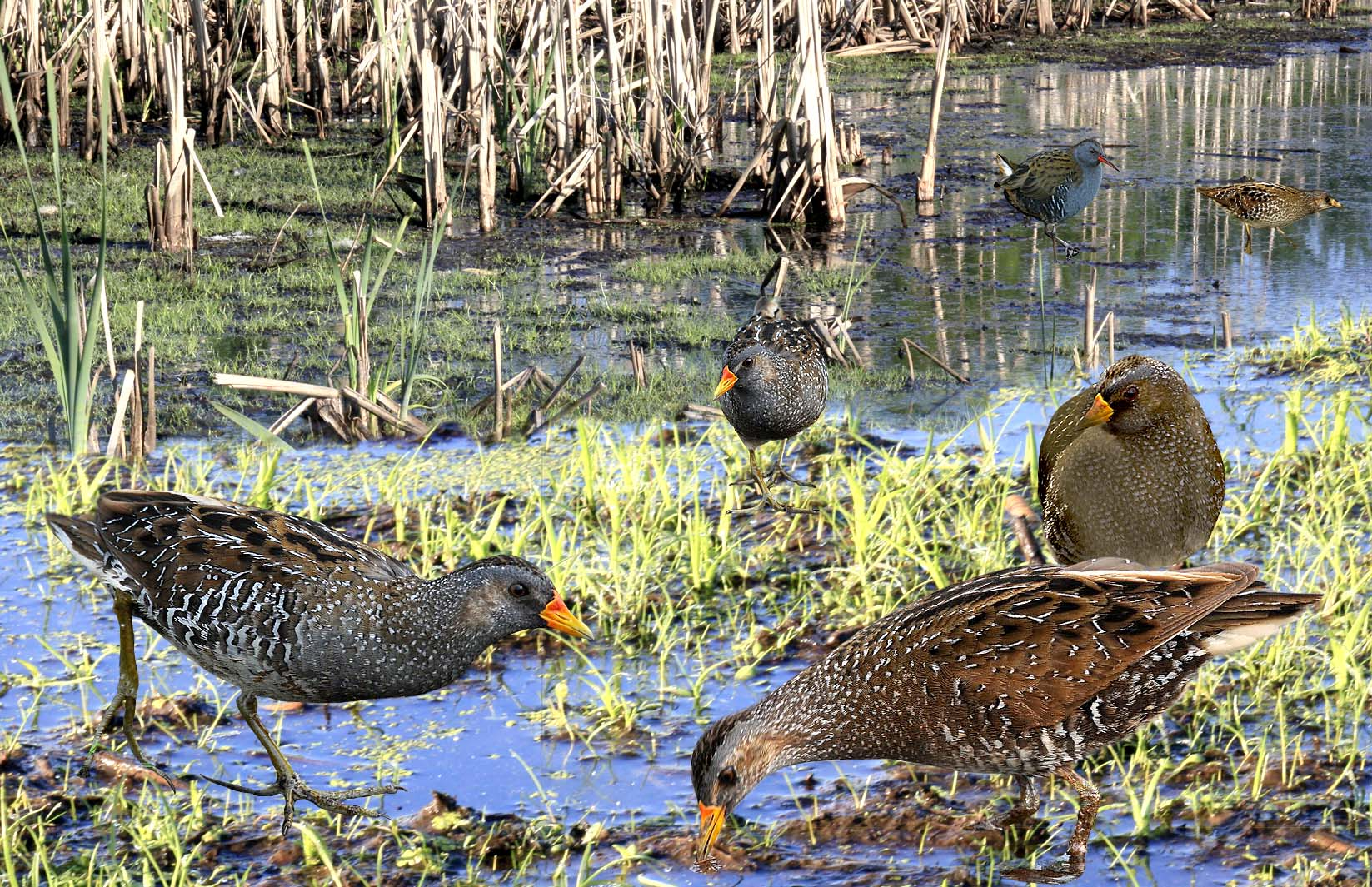
شناسه مرکب